# Cerylon histeroides
Cerylon histeroides är en skalbaggsart som först beskrevs av Fabricius 1793.  Cerylon histeroides ingår i släktet Cerylon, och familjen gångbaggar. Arten är reproducerande i Sverige.

## Bildgalleri

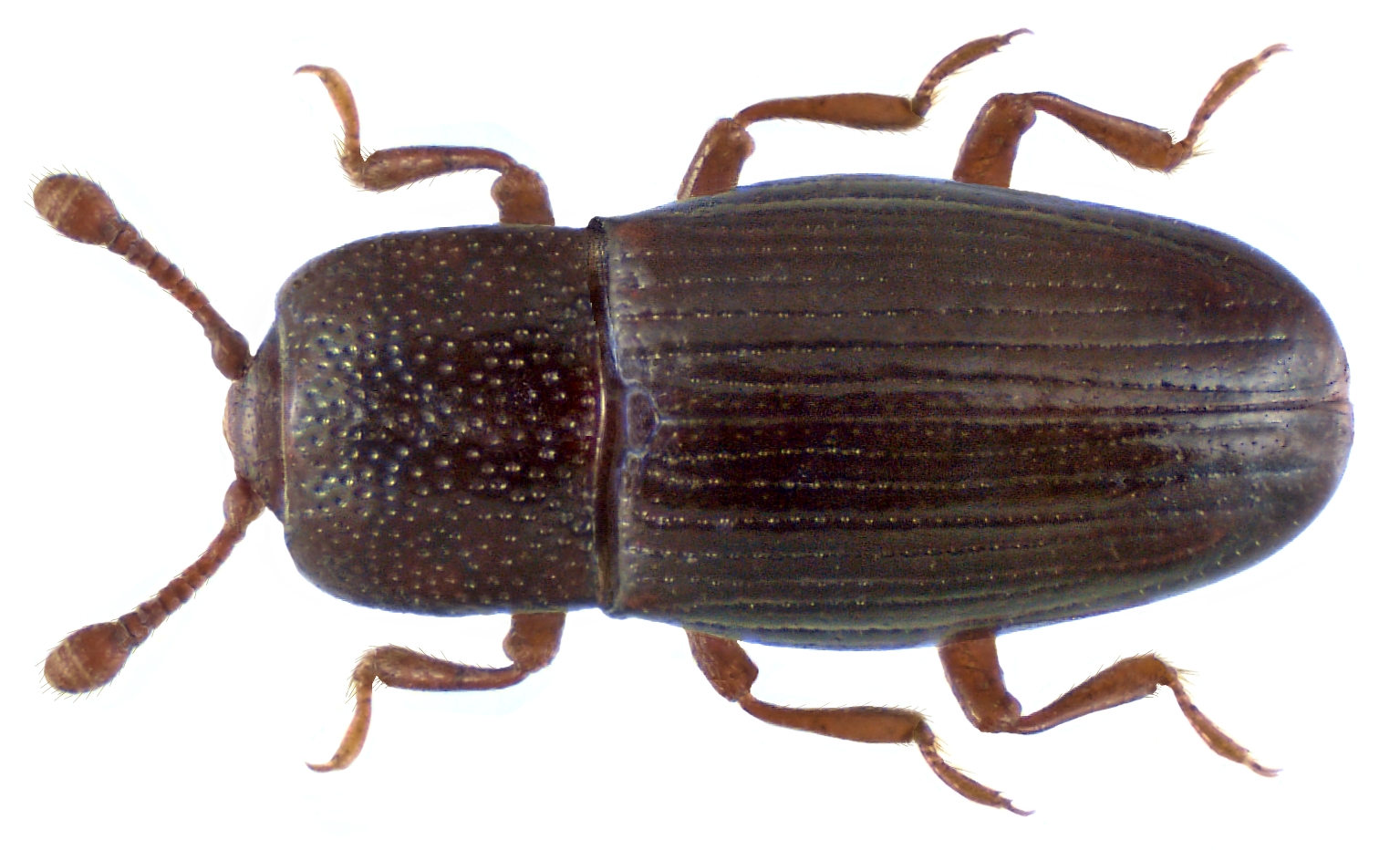
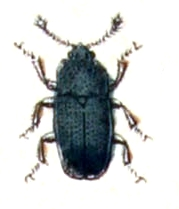